# HD 27402
HD 27402，又名BD+59 793，SAO 24577、HR 1352，是一颗恒星，视星等为6.19，位于銀經146.91，銀緯6.99，其B1900.0坐标为赤經4h 14m 25.1s，赤緯+59° 6.99′ 45″。